# Djebel Ghorra
Ne doit pas être confondu avec Djebel Gorra.
Le djebel Ghorra (arabe : جبل الغرة) est une montagne située à la frontière entre l'Algérie et la Tunisie, entre respectivement la wilaya d'El Tarf et le gouvernorat de Jendouba.
Il se trouve en bordure de la réserve naturelle homonyme créée en 2010 et couvrant une superficie de 2 539 hectares sur le versant tunisien.

## Géographie
Le djebel Ghorra est situé à l’extrême Nord-Ouest de la Tunisie, à la frontière tuniso-algérienne. Culminant à 1 250 mètres d'altitude, il constitue le plus haut sommet de la Kroumirie et la zone la plus arrosée de toute la Tunisie.